# Procópio Dário Ouriques
Procópio Dário Ouriques, mais conhecido como Procópio, foi um futebolista brasileiro que atuava de Centro-médio, ídolo do Avaí Futebol Clube. Procopio também jogou no Figueirense e foi Campeão Estadual em 1932 e 1936.
Atuou no Avaí nos anos de 1937 a 1942 e, um fato marcante na sua passagem pelo clube, foi ter marcado dois gols na histórica vitória do Avaí por 11 a 2 sobre o seu rival, o Figueirense, no Clássico de Florianópolis disputado no dia 20 de fevereiro de 1938 no Estádio Adolfo Konder.
Procópio sofreu um derrame, em novembro de 1999 e veio a falecer aos 87 anos de idade.

## Seleção Avaiana
Uma eleição feita em 1998 com um grupo de torcedores, jornalistas e ex-atletas do Avaí, apontou aqueles que seriam os melhores jogadores da história do clube até aquela data. Procópio foi um dos escolhidos desta seleção.